# Włodzimierz Cimoszewicz
Włodzimierz Cimoszewicz () (Varsavia, 13 settembre 1950) è un politico polacco, Primo ministro della Polonia dal 1996 al 1997.

## Biografia
Esponente di Alleanza della Sinistra Democratica, si candidò alle elezioni presidenziali del 1990 ottenendo il 9% dei voti. Dopo aver ricoperto l'incarico di Ministro degli affari esteri nei governi di Leszek Miller (2001-2004) e di Marek Belka (2004-2005), dal gennaio all'ottobre 2005 fu Maresciallo del Sejm (ossia presidente della camera bassa dell'Assemblea nazionale).
Insieme a Leszek Miller,  nel 2004 firmò il Trattato di Atene, che spianò la strada all'accesso della Polonia nell'Unione europea (insieme ad altre nove nazioni).
Il 28 giugno 2005 annunciò di volersi candidare alle imminenti elezioni presidenziali. Secondo un sondaggio di Rzeczpospolita, Cimoszewicz era in vantaggio col 28% dei voti, contro il 19% dei Lech Kaczyński, il 17% di Andrzej Lepper, il 15% di Zbigniew Religa e l'11% di Donald Tusk; al secondo turno avrebbe vinto contro qualunque altro candidato.
Il 9 luglio successivo suscitò scalpore il suo rifiuto di testimoniare davanti alla commissione Orlen: Cimoszewicz accusò 7 dei suoi 8 membri di essere schierati politicamente, di essere di parte e di voler ostacolare la sua candidatura presidenziale. Fu costretto così a ritirarsi dalla corsa elettorale.
In occasione delle elezioni parlamentari del 2007 ottenne un seggio al Senato come candidato indipendente.